# Andreas Herzog
Pour les articles homonymes, voir Herzog.
Andreas Herzog est un footballeur autrichien né le 10 septembre 1968 à Vienne, qui évoluait au poste de milieu de terrain au Werder Brême et en équipe d'Autriche.
Herzog marque vingt-six buts lors de ses cent trois sélections avec l'équipe d'Autriche entre 1988 et 2003.

## Biographie
Andreas Herzog est l'un des plus brillants meneurs de jeu autrichiens des années 1990. Connu pour sa grosse frappe de balle et son habileté à marquer sur coup franc, il passe la quasi-intégralité de sa carrière footballistique entre le championnat autrichien (notamment le Rapid de Vienne) et le championnat allemand (particulièrement le Werder Brême). Il est pendant de nombreuses années capitaine de la sélection autrichienne pour laquelle il joue 103 fois.

## Palmarès

### En club
- Vainqueur de la Coupe de l'UEFA en 1996 avec le Bayern de Munich
- Champion d'Autriche en 1987 avec le Rapid Vienne
- Champion d'Allemagne en 1993 avec le Werder Brême
- Vainqueur de la Coupe d'Autriche en 1987 avec le Rapid Vienne
- Vainqueur de la Coupe d'Allemagne en 1994 et 1999 avec le Werder Brême

### EnÉquipe d'Autriche
- 103 sélections et 26 buts entre 1988 et 2003[1]
- Participation à la Coupe du Monde en 1990 (Premier Tour) et en 1998 (Premier Tour)

| Buts en sélection de Andreas Herzog | Buts en sélection de Andreas Herzog | Buts en sélection de Andreas Herzog | Buts en sélection de Andreas Herzog | Buts en sélection de Andreas Herzog | Buts en sélection de Andreas Herzog   |
| #                                   | Date                                | Lieu                                | Adversaire                          | Résultat                            | Compétition                           |
| ----------------------------------- | ----------------------------------- | ----------------------------------- | ----------------------------------- | ----------------------------------- | ------------------------------------- |
| 1                                   | 2 novembre 1988                     | Vienne, Autriche                    | Turquie                             | 3-2                                 | Qualifications pour la Coupe du monde |
| 2                                   | 2 novembre 1988                     | Vienne, Autriche                    | Turquie                             | 3-2                                 | Qualifications pour la Coupe du monde |
| 3                                   | 11 avril 1989                       | Vienne, Autriche                    | Tchécoslovaquie                     | 1-2                                 | Amical                                |
| 4                                   | 28 octobre 1992                     | Vienne, Autriche                    | Israël                              | 5-2                                 | Qualifications pour la Coupe du monde |
| 5                                   | 28 octobre 1992                     | Vienne, Autriche                    | Israël                              | 5-2                                 | Qualifications pour la Coupe du monde |
| 6                                   | 25 août 1993                        | Vienne, Autriche                    | Finlande                            | 3-0                                 | Qualifications pour la Coupe du monde |
| 7                                   | 13 octobre 1993                     | Sofia, Bulgarie                     | Bulgarie                            | 1-4                                 | Qualifications pour la Coupe du monde |
| 8                                   | 10 novembre 1993                    | Vienne, Autriche                    | Suède                               | 1-1                                 | Qualifications pour la Coupe du monde |
| 9                                   | 29 mars 1995                        | Salzbourg, Autriche                 | Lettonie                            | 5-0                                 | Qualifications pour l'Euro            |
| 10                                  | 29 mars 1995                        | Salzbourg, Autriche                 | Lettonie                            | 5-0                                 | Qualifications pour l'Euro            |
| 11                                  | 9 octobre 1996                      | Stockholm, Suède                    | Suède                               | 1-0                                 | Qualifications pour la Coupe du monde |
| 12                                  | 9 novembre 1996                     | Vienne, Autriche                    | Lettonie                            | 2-1                                 | Qualifications pour la Coupe du monde |
| 13                                  | 6 septembre 1997                    | Vienne, Autriche                    | Suède                               | 1-0                                 | Qualifications pour la Coupe du monde |
| 14                                  | 23 juin 1998                        | Paris, France                       | Italie                              | 1-2                                 | Coupe du monde                        |
| 15                                  | 10 mars 1999                        | Saint-Gall, Suisse                  | Suisse                              | 4-2                                 | Amical                                |
| 16                                  | 10 mars 1999                        | Saint-Gall, Suisse                  | Suisse                              | 4-2                                 | Amical                                |
| 17                                  | 28 avril 1999                       | Graz, Autriche                      | Saint-Marin                         | 7-0                                 | Qualifications pour l'Euro            |
| 18                                  | 9 octobre 1999                      | Vienne, Autriche                    | Chypre                              | 3-1                                 | Qualifications pour l'Euro            |
| 19                                  | 1er septembre 2000                  | Vienne, Autriche                    | Iran                                | 5-1                                 | Amical                                |
| 20                                  | 28 mars 2001                        | Vienne, Autriche                    | Israël                              | 2-1                                 | Qualifications pour la Coupe du monde |
| 21                                  | 15 août 2001                        | Vienne, Autriche                    | Suisse                              | 1-2                                 | Amical                                |
| 22                                  | 5 septembre 2001                    | Vienne, Autriche                    | Bosnie-Herzégovine                  | 2-0                                 | Qualifications pour la Coupe du monde |
| 23                                  | 5 septembre 2001                    | Vienne, Autriche                    | Bosnie-Herzégovine                  | 2-0                                 | Qualifications pour la Coupe du monde |
| 24                                  | 27 octobre 2001                     | Tel-Aviv, Israël                    | Israël                              | 1-1                                 | Qualifications pour la Coupe du monde |
| 25                                  | 7 septembre 2002                    | Vienne, Autriche                    | Moldavie                            | 2-0                                 | Qualifications pour l'Euro            |
| 26                                  | 7 septembre 2002                    | Vienne, Autriche                    | Moldavie                            | 2-0                                 | Qualifications pour l'Euro            |

### Distinctions personnelles
- Élu meilleur joueur autrichien de l'année en 1992